# タマラ・ジョーンズ
タマラ・ジョーンズ（Tamala Jones、1974年11月12日 - ）は、アメリカ合衆国の女優。

## 出演作品
- ハート・オブ・マン What Men Want (2019)
- キャッスル 〜ミステリー作家は事件がお好きシーズン5（ラニ・パリッシュ）
- キャッスル 〜ミステリー作家は事件がお好きシーズン4（ラニ・パリッシュ）
- キャッスル 〜ミステリー作家は事件がお好きシーズン3（ラニ・パリッシュ）
- キャッスル 〜ミステリー作家は事件がお好きシーズン2（ラニ・パリッシュ）
- キャッスル 〜ミステリー作家は事件がお好きシーズン1（ラニ・パリッシュ）
- マイネーム・イズ・アールシーズン3
- マイネーム・イズ・アールシーズン2
- チャーリーと18人のキッズ in ブートキャンプ（キム）
- 俺たちヒップホップ・ゴルファー
- ゴースト　～天国からのささやきシーズン2
- ＣＳＩ：マイアミ5
- Re：DIAL　リダイアル
- ヒップホップ・プレジデント
- ERVIII緊急救命室
- リトル・リチャード　ザ・ロックン・ローラー
- ネクスト ｆｒｉｄａｙ
- 舞台よりすてきな生活
- ヴェロニカ’ｓ　クローゼット第1シーズン
- ダブル・デート